# Gerland de Caltagirone
|  | Per a altres significats, vegeu «Gerland d'Agrigent». |

Gerland d'Apol·lònia o de Caltagirone (Polònia o Alemanya, final del segle xii – Caltagirone, Sicília, ca. 1242) fou un cavaller de l'Orde de Sant Joan de Jerusalem. És venerat com a beat per l'Església catòlica.

## Biografia
Era originari d'Alemanya o Polònia (possiblement d'aquí deriva la denominació Gerland d'Apol·lònia) i va fer-se cavaller de l'Orde de Sant Joan de Jerusalem. En temps de Frederic II de Sicília va ésser enviat a Sicília des de Jerusalem pel gran mestre de l'orde perquè prengués possessió d'unes propietats llegades a l'orde. Va anar a Caltagirone (Sicília), prop de Licata, seu de la cort reial. Molt pietós, vestia una camisa de pèl sota l'uniforme, i vivia en una extrema austeritat, amb contínues penitències. Va servir en una esglesiola del poble, tenint cura de les vídues i els orfes i fent caritat a tothom que ho necessités. Va morir cap al 1242 amb fama de santedat.

## Veneració
Sebollit fora muralla, començaren a atribuir-se-li miracles. El temps va fer que se'n perdés la memòria del lloc d'enterrament. La tradició diu que en 1327, Giacomo Calatasini va tenir un somni que li revelà on eren les restes del cavaller, en les ruïnes d'una capella prop de Caltagirone. Van trobar-s'hi les relíquies i van ésser portades a l'església de San Giacomo, dintre del poble, el 18 de juny, dia que es trià per a la seva festivitat litúrgica.